# Viola principis
Viola principis Boissieu – gatunek roślin z rodziny fiołkowatych (Violaceae). Występuje endemicznie w Chinach – w prowincjach Anhui, Fujian, Guangdong, Kuejczou, Hubei, Hunan, Jiangsu, Jiangxi, Syczuan, Junnan i Zhejiang, a także w regionach autonomicznych – Kuangsi i południowo-wschodnim Tybecie). 

## Morfologia
PokrójBylina dorastająca do 10–10 cm wysokości, tworzy kłącza i rozłogi.
LiścieBlaszka liściowa ma kształt od owalnego do okrągławego. Mierzy 2–6 cm długości oraz 2–4,5 cm szerokości, jest karbowana na brzegu, ma sercowatą nasadę i tępy wierzchołek. Ogonek liściowy jest owłosiony i ma 5–13 cm długości. Przylistki są lancetowate i osiągają 12–18 mm długości.
KwiatyPojedyncze, wyrastające z kątów pędów. Mają działki kielicha o owalnie lancetowatym kształcie i dorastające do 7–9 mm długości. Płatki są podługowato odwrotnie jajowate, mają białą barwę oraz 10–15 mm długości, dolny płatek jest odwrotnie jajowaty, mierzy 7 mm długości, posiada obłą ostrogę o długości 2-3 mm.
OwoceTorebki mierzące 8 mm długości, o jajowatym kształcie.

## Biologia i ekologia
Rośnie w lasach, na łąkach i skarpach. 